# Il Giardino Armonico
Il Giardino Armonico és un conjunt instrumental italià especialitzat en música barroca i un dels pioners en l'ús d'instruments històrics.

## Història
Va ser fundat per Giovanni Antonini i Luca Pianca a Milà l'any 1985. Giovanni Antonini n'és el director i també l'intèrpret de flauta, i Enrico Onofri és el violí solista.
Il Giardino Armonico ha col·laborat amb solistes reconeguts, com la mezzo-soprano Cecilia Bartoli, les pianistes Marielle i Katia Labèque, la violinista Viktoria Mul·lova, el violoncel·lista Christophe Coin o la violinista Patricia Kopatchinskaja.
Habitualment és convidat a les sales de concert de més prestigi mundial, com el Oji Hall de Tòquio, el Wigmore Hall i el Barbican Hall de Londres, el Musikverein et el Konzerthaus de Viena, el Théâtre du Châtelet i el Théâtre des Champs-Élysées de París, el Concertgebouw a Amsterdam, al Victoria Hall a Gènova, l'Alte Oper de Frankfurt, el Glinka Hall de Sant Petersburg, el Teatre Bolxoï de Moscou, el Konserthus d'Oslo, el Palais des beaux-arts de Brussel·les, l'Auditorio Nacional de Música de Madrid, el Carnegie Hall i el Lincoln Center de Nova York, l'Òpera de Sidney, el Teatro Colón de Buenos Aires i L'Auditori de Barcelona.